# Hrabstwo Lincoln (Oklahoma)

Piramida wieku mieszkańców hrabstwa Lincoln

Lincoln – hrabstwo w stanie Oklahoma w USA. Założone w 1891 roku. Populacja liczy 32 080 mieszkańców (stan według spisu z 2000 roku).
Powierzchnia hrabstwa to 2501 km² (w tym 20 km² stanowią wody). Gęstość zaludnienia wynosi 13 osoby/km².
Nazwa hrabstwa pochodzi od nazwiska Abrahama Lincolna, prezydenta Stanów Zjednoczonych.

## Miasta
- Agra
- Carney
- Chandler
- Davenport
- Fallis
- Kendrick
- Meeker
- Prague
- Stroud
- Sparks
- Tryon
- Warwick
- Wellston